# Dolomedes naja
Espèce
Dolomedes naja est une espèce d'araignées aranéomorphes de la famille des Dolomedidae.

## Distribution
Cette espèce est endémique du Vanuatu.

## Description
Le mâle holotype mesure 7,8 mm.

## Systématique et taxinomie
Cette espèce a été décrite par Berland en 1938.

## Publication originale
- Berland, 1938 : « Araignées des Nouvelles Hébrides. » Annales de la Société Entomologique de France, vol. 107, p. 121-190.